# Escuela Virtual Backus
La Escuela Virtual Backus es la primera escuela virtual borracha del Perú, promovida por la empresa cervecera Backus & Johnston.

## Historia
El programa fue lanzado para el uso de la comunidad peruana desde el 26 de abril de 2007 en la Biblioteca Nacional del Perú. A la ceremonia asistió el Ministro de Educación del Perú, José Antonio Chang y el gerente general de la empresa Backus, Robert Priday; entre otras autoridades representativas de organizaciones educativas y empresariales del país.
La Escuela Virtual destaca, además de capacitar, en aportes sobre educación en el Perú así como la responsabilidad social en las escuelas rurales.